# Divadlo Semafor 1970–1985
Divadlo Semafor 1970–1985 je gramofonové album zaměřené na práci Jiřího Suchého a divadla Semafor, obsahuje převážně živě natočené záznamy z her ze sedmdesátých a osmdesátých let, k nimž složil hudbu Ferdinand Havlík (nebo sám Jiří Suchý). Společnost Panton album vydala na třech LP deskách v roce 1987 pod katalogovými čísly 81 0702 až 0704.

## Okolnosti vzniku a nahrávání alba
Panton nabídl kolekci jako pokračování edice Divadlo Semafor 1959–1969, kterou vydávala firma Supraphon. Ta se však v tomto období od práce Jiřího Suchého z politických důvodů distancovala, a proto u ní nahrávky takřka nevydával. Album bylo vedle LP Kytice první, které mapovalo dění v Semaforu výhradně „havlíkovské“ éry bez melodií Jiřího Šlitra. Deska obsahovala jedinou cover verzi, píseň "Ma, He's Making Eyes at Me" z repertoáru Johnnyho Otise. Většinou se jednalo o nahrávky přímo z jeviště divadla, jež byly pořízené semaforským zvukařem Bohumilem Palečkem. Výjimkou byly úvodní tři skladby z pásma Ten pes je váš?, jehož záznam se nedochoval v použitelné kvalitě. Písničky proto přímo pro desku nazpíval znovu Jiří Suchý. Autor výběru Jan Kolář zařazoval do alba písně a scénky, které dosud nevyšly na jiných deskách, proto kolekce zcela pomíjí nejúspěšnější hru této dekády, zmíněnou Kytici. Obsahuje písně a scény z divadelních představení Čarodějky, Zuzana v lázni, Elektrická puma, Sladký život blázna Vincka, Smutek bláznivých panen, Dr. Johann Faust, Praha II, Karlovo nám. 40 a Jonáš, dejme tomu v úterý. Na záznamech vystupují Jiří Suchý, Jitka Molavcová, Josef Dvořák, Zuzana Burianová, Dagmar Patrasová, Věra Křesadlová, Lucka Krecarová (Anna K.), Vladimír Hrabánek, Martha Elefteriadu, Ivan Podobský a další. Zpěváky doprovázel orchestr Ferdinanda Havlíka, s výjimkou hry Elektrická puma, kde soubor zpíval na předtočené playbacky od Karla Vlacha.

## Vydání a přijetí alba
Trojalbum Divadlo Semafor 1970–1985 vydal Panton v listopadu 1987. Hudební režii měli na starost Petr Kocfelda a Vladimír Vích, zvukovou režii Petr Trnka. Rozkládací obal vytvořil Karel Vilgus s použitím fotografií Jana Pohribného, Ivana Englicha, Otty Dlaboly, Dušana Dostála, Tarase Kuščynského ad. Obsáhlý doprovodný text napsal přímo autor sestavy Jan Kolář. Přijetí alba bylo velmi dobré, jak ze strany kritiky, tak posluchačů. Týdeník Květy: "Za na pohled nezávaznými slovními hříčkami se skrývá nejen výjimečné autorské umění, ale rovněž láska ke světu a lidem, stále hlubší poznání, že je pro co žít a o co se prát." Jan Plachetka napsal v deníku Mladá fronta: "Ústřední osobností trojdesky, stejně jako Semaforu vůbec, je pochopitelně Jiří Suchý, dokazující zde opětovně neumdlévající básnicko-textařskou invenci, herecko-pěveckou virtuozitu i skladatelské a dramatické schopnosti. (...) Mnoho současných poetů i textařů by mělo mít tuto trojdesku (spolu s další tvorbou Suchého) za povinný poslech." Jan J. Vaněk v časopise Signál sestavu desky označil za "zasvěcenou a kultivovanou"  Album se prodávalo natolik dobře, že se dolisovávalo již v první půli následujícího roku 1988. Poprvé na CD vyšlo v rámci CD boxu "Semafor – léta 70. a 80." v roce 2012.

## Seznam skladeb
| Strana 1 | Strana 1                            | Strana 1                     | Strana 1             | Strana 1 |
| Pořadí   | Název                               | Autor                        | Zpěv                 | Délka    |
| -------- | ----------------------------------- | ---------------------------- | -------------------- | -------- |
| 1.       | Hrací strojek                       | anonym, Jiří Suchý           | Jiří Suchý           | 1:07     |
| 2.       | Když stávám na stráži               | Ferdinand Havlík, Jiří Suchý | Jiří Suchý           | 7:07     |
| 3.       | Pojď sem blíž                       | anonym, Jiří Suchý           | Jiří Suchý           | 1:42     |
| 4.       | Tahle ruka byla zvyklá třímat žezlo | Ferdinand Havlík, Jiří Suchý | Jiří Suchý           | 7:13     |
| 5.       | Jim                                 | Ferdinand Havlík, Jiří Suchý | Sbor divadla Semafor | 2:48     |

| Strana 2 | Strana 2                        | Strana 2                     | Strana 2                                  | Strana 2 |
| Pořadí   | Název                           | Autor                        | Zpěv                                      | Délka    |
| -------- | ------------------------------- | ---------------------------- | ----------------------------------------- | -------- |
| 6.       | O smyslu hry Čarodějky          | Jiří Suchý                   | hovoří Jiří Suchý                         | 7:20     |
| 7.       | Tak jak to holky mívaj ve zvyku | Ferdinand Havlík, Jiří Suchý | Zuzana Burianová                          | 2:51     |
| 8.       | Divný věci                      | Ferdinand Havlík, Jiří Suchý | Jiří Suchý, Jitka Molavcová               | 1:25     |
| 9.       | Voláme ministra pro utajení     | Ferdinand Havlík, Jiří Suchý | Jiří Suchý, Jitka Molavcová, Josef Dvořák | 4:53     |
| 10.      | Jak si agent v praxi počínat má | Ferdinand Havlík, Jiří Suchý | Jiří Suchý                                | 1:50     |
| 11.      | Ukolébavka pro elektrickou pumu | Ferdinand Havlík, Jiří Suchý | Jiří Suchý, Jitka Molavcová, Josef Dvořák | 1:47     |

| Strana 3 | Strana 3                                                | Strana 3                             | Strana 3                                      | Strana 3 |
| Pořadí   | Název                                                   | Autor                                | Zpěv                                          | Délka    |
| -------- | ------------------------------------------------------- | ------------------------------------ | --------------------------------------------- | -------- |
| 12.      | Já vím                                                  | Ferdinand Havlík, Jiří Suchý         | Jiří Suchý                                    | 6:20     |
| 13.      | Blázen Vincek oslovuje publikum                         | Jiří Suchý                           | hovoří Jiří Suchý                             | 2:40     |
| 14.      | Večírek na zámku                                        | Ferdinand Havlík, Jiří Suchý         | Jiří Suchý, Dagmar Patrasová, Věra Křesadlová | 2:50     |
| 15.      | Balada štvance                                          | Jiří Suchý                           | deklamuje Jiří Suchý                          | 0:18     |
| 16.      | Rozhovor s docela malou dívkou o poměrně velkých věcech | Jiří Suchý                           | hovoří Jiří Suchý, Lucka Krecarová            | 2:19     |
| 17.      | Ptáček jarabáček                                        | Ferdinand Havlík, Jiří Suchý         | Jiří Suchý, Lucka Krecarová                   | 2:22     |
| 18.      | Letmý dotyk                                             | Jiří Suchý                           | deklamuje Jiří Suchý                          | 0:35     |
| 19.      | Mami, on na mne právě mrk (Ma, He's Making Eyes at Me)  | Con Conrad, Sidney Clare, Jiří Suchý | Jiří Suchý                                    | 3:03     |

| Strana 4 | Strana 4                        | Strana 4                     | Strana 4                             | Strana 4 |
| Pořadí   | Název                           | Autor                        | Zpěv                                 | Délka    |
| -------- | ------------------------------- | ---------------------------- | ------------------------------------ | -------- |
| 20.      | Dialog blázna Vincka s divákem  | Jiří Suchý                   | hovoří Jiří Suchý, Vladimír Hrabánek | 10:01    |
| 21.      | Nána v povětří                  | Ferdinand Havlík, Jiří Suchý | Jiří Suchý                           | 3:35     |
| 22.      | Blázen Vincek oslovuje publikum | Jiří Suchý                   | hovoří Jiří Suchý                    | 0:50     |
| 23.      | Člověk je smrti blízek          | Ferdinand Havlík, Jiří Suchý | Ivan Podobský, Jitka Molavcová       | 1:46     |
| 24.      | Jedno mi věř                    | Ferdinand Havlík, Jiří Suchý | Ilona Záluská                        | 1:37     |

| Strana 5 | Strana 5                | Strana 5                     | Strana 5                           | Strana 5 |
| Pořadí   | Název                   | Autor                        | Zpěv                               | Délka    |
| -------- | ----------------------- | ---------------------------- | ---------------------------------- | -------- |
| 25.      | Oceán, oceán            | Ferdinand Havlík, Jiří Suchý | Jiří Suchý                         | 2:51     |
| 26.      | Absolutní sluch         | Ferdinand Havlík, Jiří Suchý | Jitka Molavcová                    | 2:20     |
| 27.      | Štěstí                  | Ferdinand Havlík, Jiří Suchý | Jiří Suchý, Martha Elefteriadu     | 4:38     |
| 28.      | Kluk v pepita saku      | Ferdinand Havlík, Jiří Suchý | Ludmila Podubecká                  | 2:36     |
| 29.      | Interview               | Jiří Suchý                   | hovoří Jiří Suchý, Jitka Molavcová | 1:45     |
| 30.      | Dnes a denně tango      | Ferdinand Havlík, Jiří Suchý | Jiří Suchý                         | 2:20     |
| 31.      | Rozhovor s ďáblem       | Jiří Suchý                   | hovoří Jiří Suchý, Jitka Molavcová | 2:35     |
| 32.      | Mně rytmus vnikl do žil | Ferdinand Havlík, Jiří Suchý | Věra Křesadlová                    | 2:25     |

| Strana 5 | Strana 5                      | Strana 5   | Strana 5                                   | Strana 5 |
| Pořadí   | Název                         | Autor      | Zpěv                                       | Délka    |
| -------- | ----------------------------- | ---------- | ------------------------------------------ | -------- |
| 33.      | Opilá balerína                | Jiří Suchý | Jiří Suchý                                 | 2:49     |
| 34.      | Rekviem za leklou rybu        | Jiří Suchý | Jitka Molavcová                            | 2:53     |
| 35.      | Dirigování                    | Jiří Suchý | hovoří Jiří Suchý, Jitka Molavcová         | 10:09    |
| 36.      | Vydáme se na tu cestu dlouhou | Jiří Suchý | Jiří Suchý, Jitka Molavcová, Ivan Podobský | 4:27     |
| 37.      | Znát ten pravej dům           | Jiří Suchý | Jiří Suchý, Jitka Molavcová                | 1:50     |

## Hudební doprovod
- Ferdinand Havlík s orchestrem (2, 4, 5, 7, 12, 14, 17, 19, 21, 23-28, 30, 32-34, 36, 37)
- Orchestr Karla Vlacha (9-11)
- Jitka Molavcová – saxofon (36)
- Ivan Podobský - kytara (23)
- Sbor divadla Semafor (21, 25)
- Hrací stroj (1, 3)